# Nyíregyházi Ervin
Nyíregyházi Ervin, Nyireghazi Ervin, Nyiregyhazi Ervin (Budapest, 1903. január 19. – Los Angeles, 1987. április 13.) magyar születésű amerikai zongoraművész, zeneszerző.

## Élete
Édesapja Nyíregyházi (1902-ig Fried) Ignác (1875–1914) az Operaház énekkarának betegség miatt nyugalmazott tagja, édesanyja Borsodi Mária volt. A budapesti Zeneakadémián 1912–14-ben Thomán István és Székely Arnold növendéke volt, majd Berlinben Dohnányi Ernő és Frederic Lamond tanítványa lett.
Tízéves korától már Európa-szerte hangversenyeket adott.
1914-ben Berlinbe költözött. 1928-ban az USA-ba települt át, ahol filmstúdióknak dolgozott. Baráti körébe tartozott Lugosi Béla, Rudolph Valentino, Harry Houdini, Gloria Swanson. 1930-ban hazalátogatott, hogy budapesti barátaival találkozzon. A koncertezés évtizedekig kimaradt az életéből, magánéleti problémákkal küzdött (hajléktalanság, alkoholizmus, tíz házasság), míg végül hetvenévesen ismét fellépett, mint zongoravirtuóz.
A csodagyermekként feltűnt zongoristáról Révész Géza jelentetett meg több tanulmányt.

## Filmjei
- Coquette (1929, amerikai, hangszerelő)
- The Lost Zeppelin (1929, amerikai)
- The Soul of a Monster (1944, amerikai)